# Pivovar Protivín

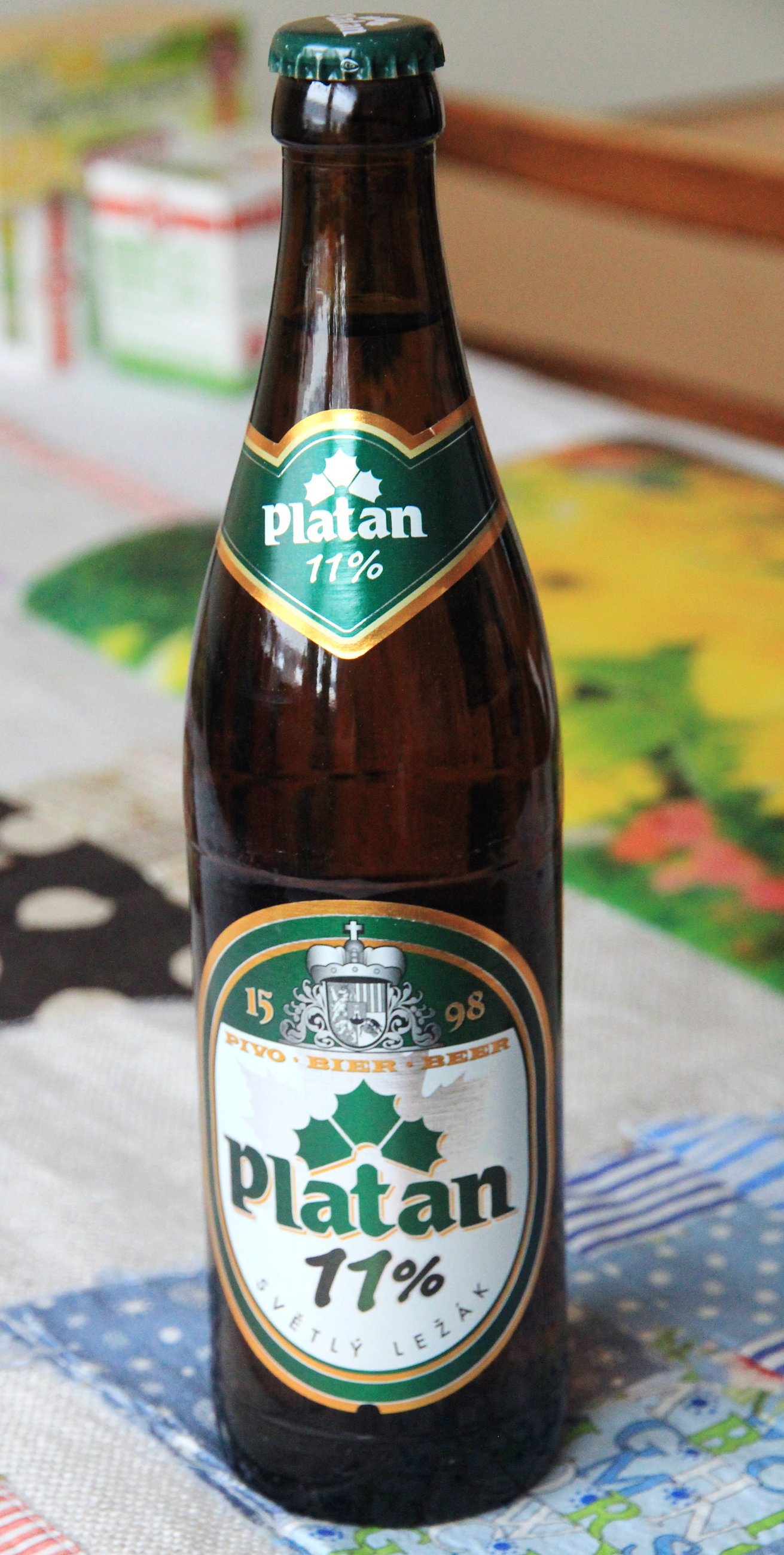
pivo Platan 11%

Pivovar Protivín, původně Schwarzenberský pivovar v Protivíně, je pivovar v městečku Protivín, který vyrábí pivo značky Platan. Svůj název dostal podle dvojice Platanových alejí, které vedou k vjezdu do pivovaru.

## Historie
Přesný rok založení pivovaru není pro nedostatek písemných zpráv znám. Původní pivovar byl umístěn v hradu (pozdějším zámku), uvádí se rok založení 1578 nebo 1598, někdy 1540 už existující i s krčmami.

V roce 1711 získali pivovar do svého vlastnictví Schwarzenbergové.

Největší rozkvět zaznamenal protivínský pivovar na přelomu 19. a 20. století. Okolo r. 1875 stěhování do nových budov v lesoparku, vystavěných v industriálním stylu té doby. V té době se zdejší pivo vyváželo nejen do celého Rakouska-Uherska, ale i do zámoří.

Po roce 1948 byl pivovar znárodněn a začleněn do národního podniku Jihočeské pivovary. Po tzv. "sametové revoluci" se stal součástí akciové společnosti Jihočeské pivovary a. s., České Budějovice a od června roku 2000, poté co Jihočeské pivovary prodaly svůj majoritní podíl, se 100% akcionářem pivovaru stalo město Protivín. Vzhledem k finančním problémům města se protivínští rozhodli Platan prodat libereckým podnikatelům. Na konci ledna 2008 se majitelem pivovaru stala společnost K Brewery Group, a. s. (dnes Pivovary Lobkowicz Group), která od roku 2007 vstupuje do malých a středních nezávislých pivovarů v tuzemsku.

## Zajímavosti
Veškeré pivní tácky pivovaru Platan.
Láhve pivovaru: Pivovar Platan stáčí veškerá piva do klasických hnědých láhví typu NRW 0,5 l. Pro piva značky Lobkowicz (Premium a Nealko) a pro pivo Argus Maestic vařené pro Lidl se používají láhve České pivo v zeleném provedení. Pro pivo Argus Pšeničné, Argus Nealko a Argus Desítka vařené rovněž pro Lidl se používají hnědé lahve typu České pivo nebo odlehčenější lahve PIVO CZ, jež se používají také pro ležák Argus Maestic. Všechny lahve jsou vratné.

## Další informace
Platanová alej vedoucí k pivovaru byla vyhlášena alejí roku 2024. Alej byla vysazena v roce 1885 jako třířadá. 59 platanů javorolistých má obvody měřící 160 až 310 cm.